# Stauropathes punctata
Stauropathes punctata is een Antipathariasoort uit de familie van de Schizopathidae. De wetenschappelijke naam van de soort is voor het eerst geldig gepubliceerd in 1905 door Roule.